# Cape Farrar
Cape Farrar är en udde i Kanada.   Den ligger i territoriet Nunavut, i den nordöstra delen av landet, 2 900 km nordväst om huvudstaden Ottawa.
Terrängen inåt land är mycket platt. Havet är nära Cape Farrar åt nordväst. Trakten runt Cape Farrar är nära nog obefolkad, med mindre än två invånare per kvadratkilometer.. Det finns inga samhällen i närheten.